# Ригер, Теодор
Теодор Ригер или Рыгер (пол. Rygier Teodor; 9 октября 1841, Варшава — 18 декабря 1913, Рим) — польский скульптор, живший и творивший в Италии. Почётный член Флорентийской академии искусств.

## Биография
Теодор Ригер получил прекрасное художественное образование. В 1856—1861 обучался в варшавской академии изящных искусств под руководством К. Хегеля, затем в Дрезденской Академии изобразительных искусств, академии художеств в Мюнхене и академии изобразительных искусств в Вене. В 1865—1866 совершенствовал своё мастерство в Берлине и Париже.
С 1873 поселился в Италии, жил и творил сперва во Флоренции (1873—1886), затем с 1888 — в Риме.
Умер в Риме и похоронен на кладбище Кампо Верано.

## Творчество
Автор многих памятников, созданных в аллегорическом стиле, скульптурных портретов и медальонов.
Среди его основных работ:
- Памятник Адаму Мицкевичу (Краков) (1898)
- Скульптурный бюст художника Ю. Коссака (1884), украшающий Краковский Дворец искусств
- Бюст Коперника
- Скульптура «Вакханка» (1882) (Национальный музей в краковских Сукенницах)
- Главная скульптурная группа, расположенная над фасадом Львовского университета (бывшего здания Краевого сейма Галиции и Лодомерии), под названием «Дух опекающий Галичину», выполненная им в 1880—1881 в Италии. В центре композиции этой группы представлена аллегорическая женская фигура — Галичина, которая протягивает руки к размещённым с обеих сторон аллегорическим фигурам «Руси́на» и «Мазурки», символизирующим Днестр и Вислу. Кроме того, Теодор Ригер является автором двух аллегорических скульптурных композиций перед входом в университет, символизирующим «Образование» и «Труд». За создание аллегорических групп на аттике и перед входом бывшего Сейма, он получил звание почётного члена Флорентийской академии искусств.

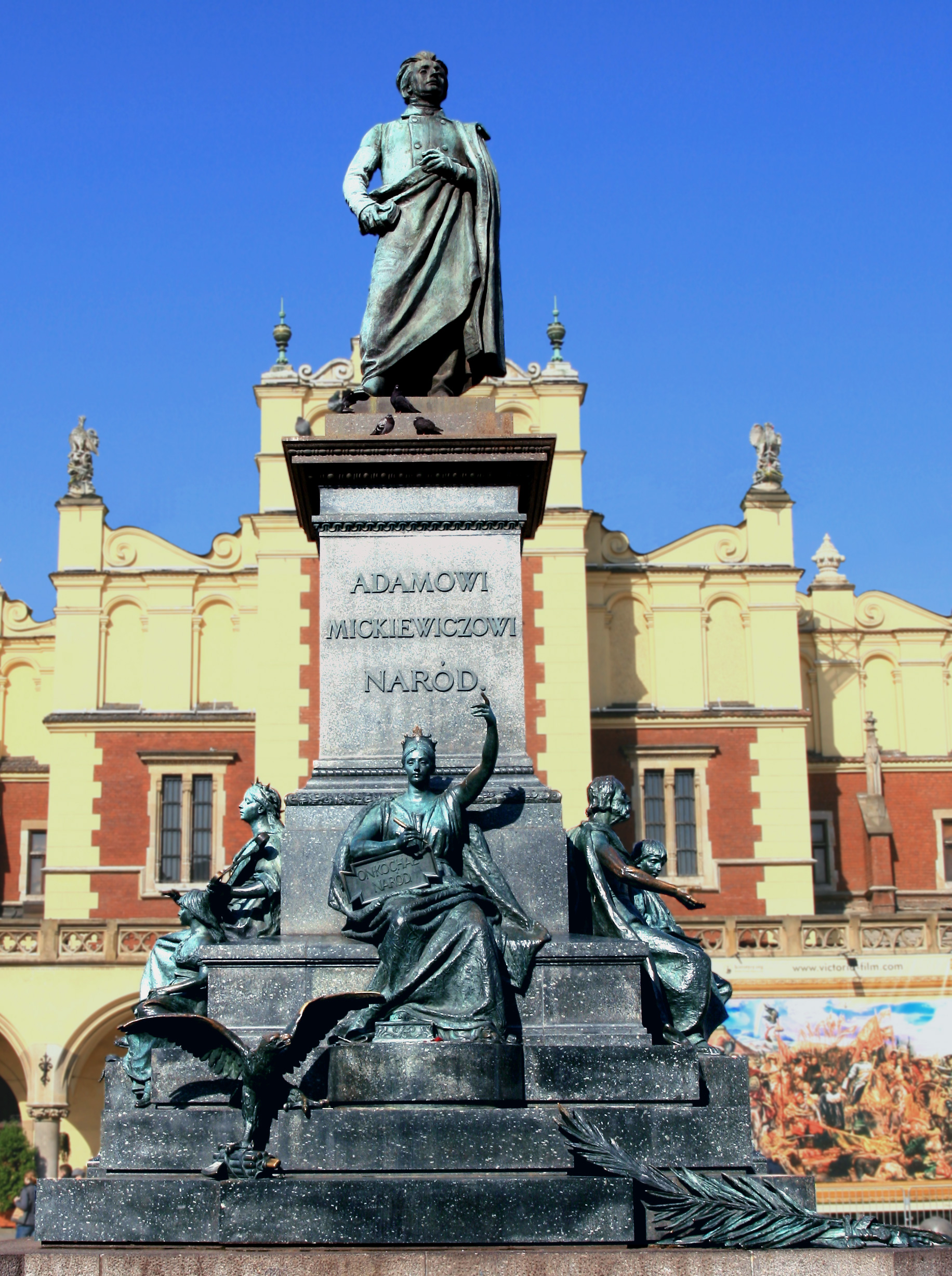
Памятник А. Мицкевичу в Кракове
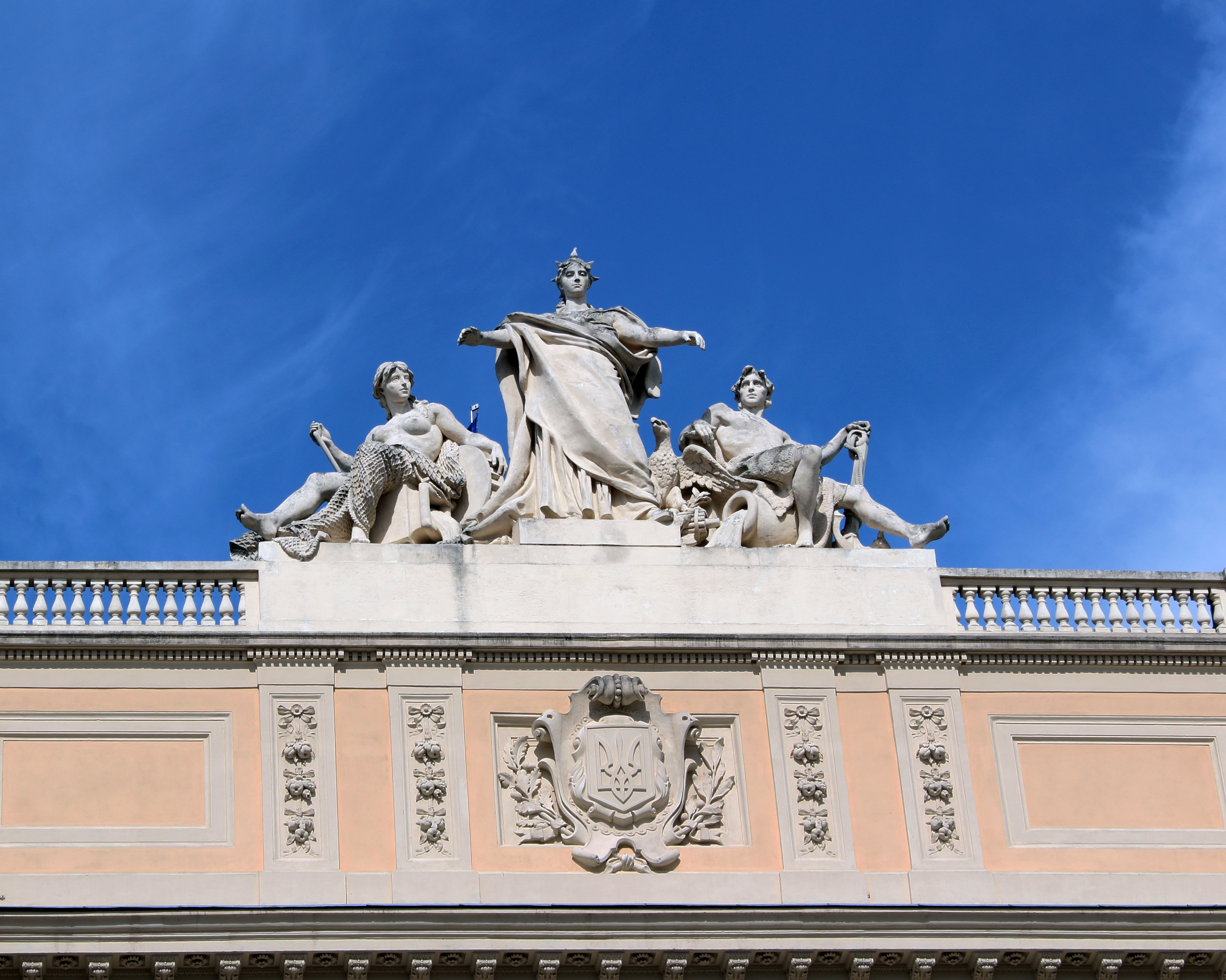
Аллегория «Дух опекающий Галичину». Львовский университет
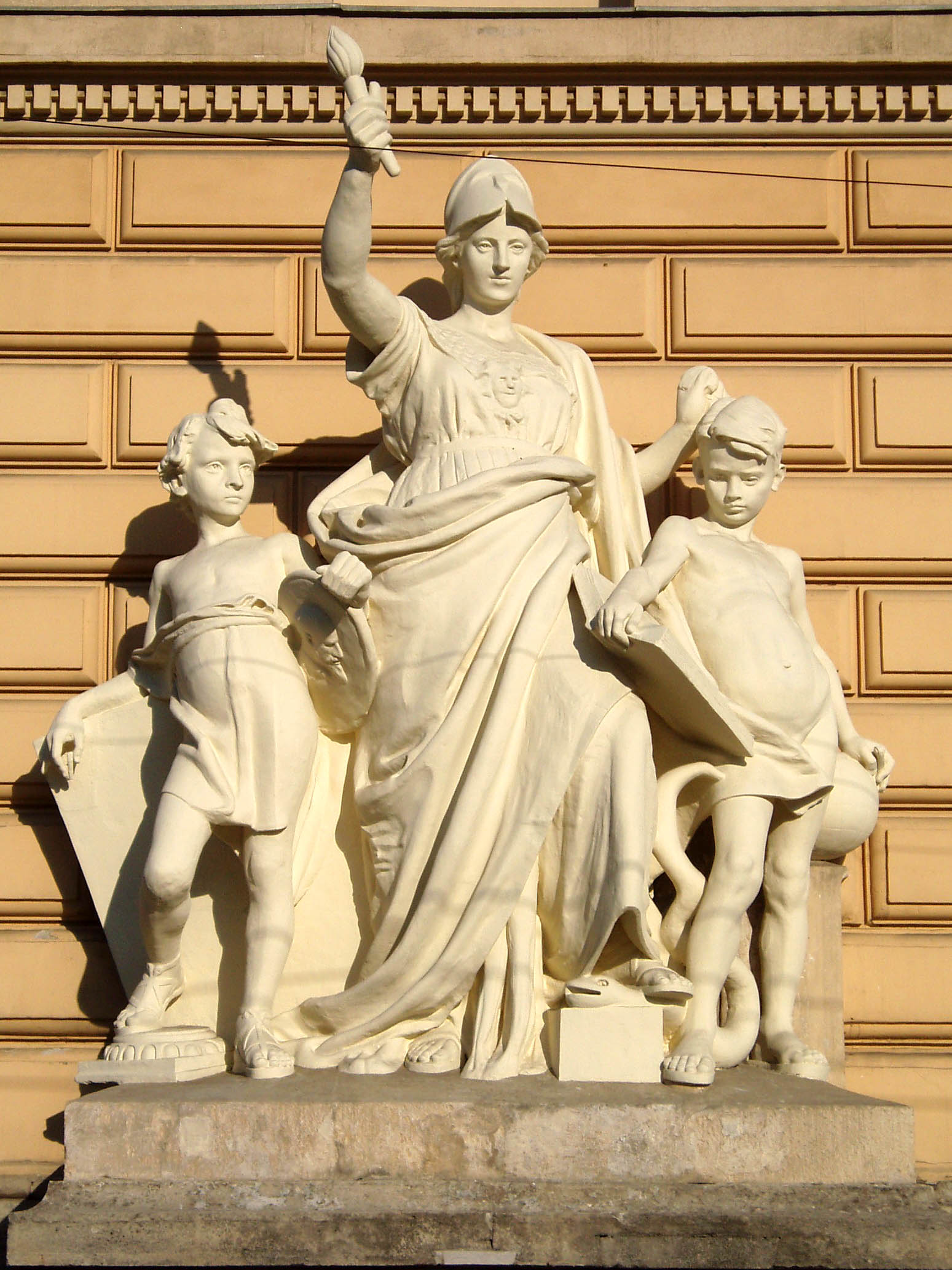
Аллегория «Образование» перед входом во Львовский университет
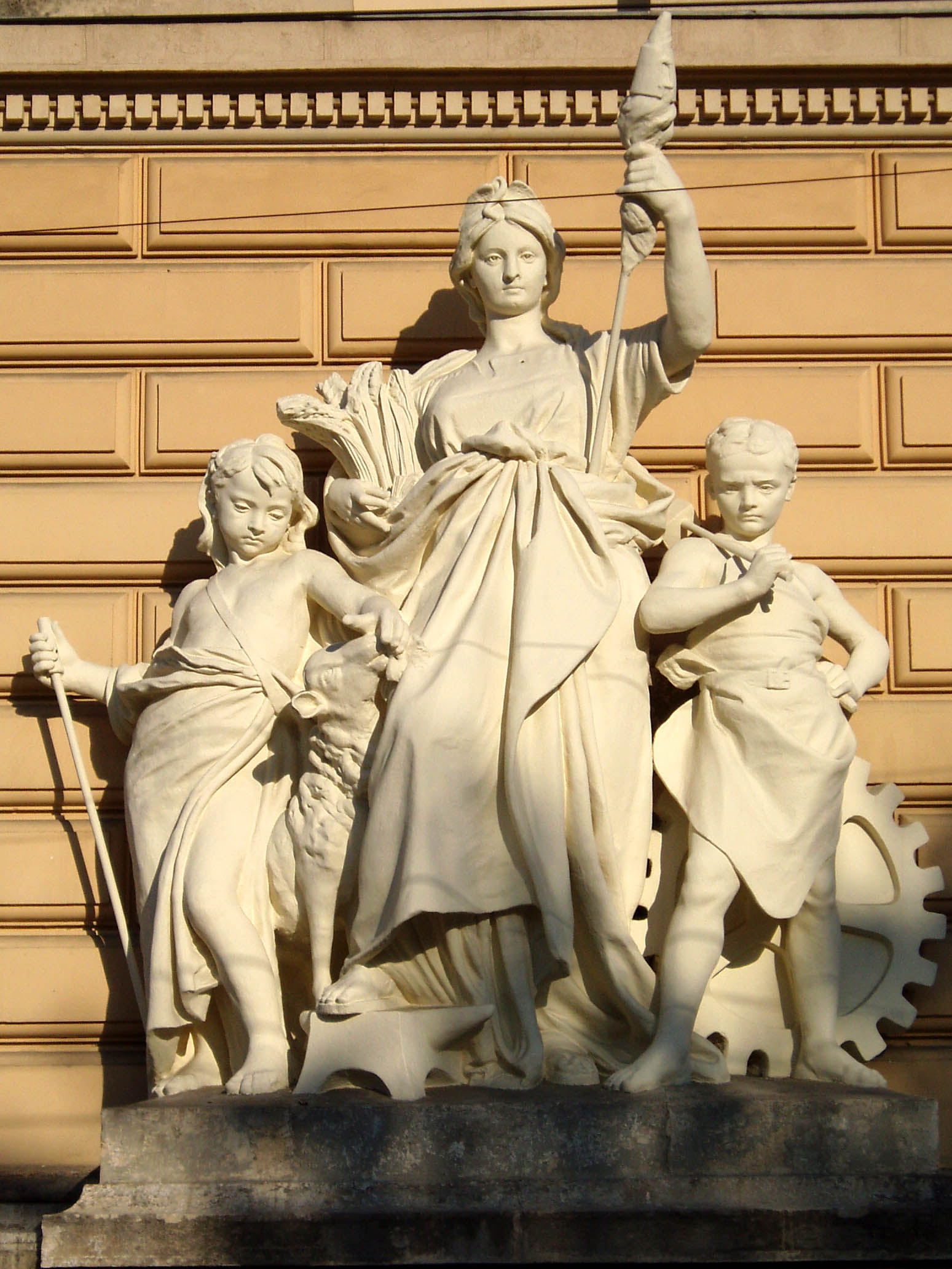
Аллегория «Труд» перед входом во Львовский университет